# Артёмов, Сергей Николаевич (математик)
Сергей Николаевич Артёмов (род. 1951) — советский учёный, доктор физико-математических наук, профессор.
Учёный в области математической логики и её приложений. В настоящее время — профессор Центра аспирантуры Городского университета Нью-Йорка, где является основателем и руководителем исследовательской лаборатории логики и вычислений. Автор многих работ.

## Биография
Родился 25 декабря 1951 года в городе Уральске Казахской ССР, в семье Николая и Раисы Артёмовых.
В 1975 году с отличием окончил механико-математический факультет Московского государственного университета. В 1980 году защитил кандидатскую диссертацию на тему «Расширения аксиоматических теорий утверждениями типа непротиворечивости и соответствующие модальные логики», в 1989 году — докторскую диссертацию на тему «Вопросы аксиоматизируемости и полноты модальных логик доказуемости». Его главным учителем был Андрей Николаевич Колмогоров.
С 1978 по 1980 год Артёмов был научным сотрудником Института проблем управления. С 1980 года он работал научным сотрудником Математического института имени Стеклова, где и защитил докторскую диссертацию. Преподавал на кафедре математической логики Московского университета с 1984 года, став профессором в 1993 году, а также основателем и руководителем лаборатории логических проблем информатики (1994 год). Профессор по кафедре математической логики и теории алгоритмов с 25 октября 1995 года. Читал курсы «Введение в математическую логику», «Математическая логика», «Логика доказательств».
С 1996 по 2001 год Сергей Артёмов работал профессором математики и информатики в Корнеллском университете, а с 2001 года является заслуженным профессором Центра аспирантуры Городского университета Нью-Йорка, специализирующимся в области компьютерных наук и математики. Он также занимал должности приглашенных преподавателей в Стэнфордском университете и в университетах Амстердама, Берна, Сиены и других академических центров.
По состоянию на 2015 год под руководством профессора С. Н. Артёмова подготовлено 27 кандидатов наук.